# 皇甫玚
皇甫玚（？—？），安定郡朝那县（今宁夏回族自治区固原市彭阳县）人，出自安定皇甫氏中的山东皇甫，前燕太尉皇甫真六代孙，北魏官员。

## 生平
皇甫玚为司徒胡国珍所提拔，从太尉记室越级升任吏部郎。皇甫玚个性贪婪，收受了很多贿赂，买卖官吏职务，都有定价，后来因为是丞相、高阳王元雍的女婿，越级出任持节、冠军将军、豫州刺史。皇甫玚行政残忍凶暴，老百姓憎恨他。皇甫玚从豫州刺史任期届满后，因为患上风病。很久之后，出任安南将军、光禄大夫。太昌初年，皇甫玚去世，虚岁五十八。朝廷赠予卫大将军、尚书左仆射、雍州刺史。

## 家庭

### 父母
- 皇甫椿龄，北魏司徒咨议、岐州刺史
- 河东薛氏，北魏使持节、散骑常侍、都督徐南北兖青冀五州豫州之梁郡诸军事、镇南大将军、徐州刺史、河东康王薛安都之女

### 兄弟姐妹
- 皇甫璋，北魏乡郡相

### 夫人
- 河南元氏，北魏骠骑大将军、大司马、丞相、高阳文穆王元雍之女

### 子女
- 皇甫长卿，北魏司州主簿、秘书郎中、太尉司马